# Namsai (sockenhuvudort i Kina, Qinghai Sheng, lat 32,79, long 95,61)
Namsai (kinesiska: 昂赛, 昂赛乡, 跌尼嘎) är en sockenhuvudort i Kina. Den ligger i provinsen Qinghai, i den nordvästra delen av landet, omkring 710 kilometer sydväst om provinshuvudstaden Xining. Antalet invånare är 4 451. Befolkningen består av 2 141 kvinnor och 2 310 män. Barn under 15 år utgör 33 %, vuxna 15-64 år 61 %, och äldre över 65 år 4,0 %.
Trakten runt Namsai är nära nog obefolkad, med mindre än två invånare per kvadratkilometer. Det finns inga andra samhällen i närheten. Trakten runt Namsai består i huvudsak av gräsmarker.
Genomsnittlig årsnederbörd är 729 millimeter. Den regnigaste månaden är juni, med i genomsnitt 165 mm nederbörd, och den torraste är november, med 3 mm nederbörd.